# Vena hepàtica
En anatomia humana, les venes hepàtiques són les venes que drenen la sang venosa del fetge a la vena cava inferior (a diferència de la vena porta hepàtica que transporta la sang des dels òrgans gastrointestinals fins al fetge(p1212)). Normalment, hi ha tres venes hepàtiques superiors grans que drenen de les parts esquerra, mitjana i dreta del fetge, així com un nombre (6-20) de venes hepàtiques inferiors. Totes les venes hepàtiques no tenen vàlvules.